# Gurami olbrzymi
Gurami olbrzymi, gurami właściwy (Osphronemus goramy) – gatunek ryby okoniokształtnej z rodziny guramiowtych (Osphronemidae).

## Występowanie
Występuje w bagnach, jeziorach i rzekach Azji Południowo-Wschodniej. W wielu krajach został introdukowany do hodowli. Na Sumatrze odnotowany w pokładach mioceńskich.

## Charakterystyka
Przeciętnie osiąga długość 45 cm, maksymalnie 70 cm. Wykorzystywane jest świeże mięso, spożywane po przygotowaniu na parze, smażone lub pieczone.

## Rozmnażanie
Samiec gurami przed kopulacją przygotowuje gniazdo, które składa się z piany i roślin. Ikra i narybek jest strzeżona przez samca. Młode wylęgują się po upływie około 2 dni od zapłodnienia samicy.